# Rachispoda meringoterga
Rachispoda meringoterga är en tvåvingeart som beskrevs av Wheeler 1995. Rachispoda meringoterga ingår i släktet Rachispoda och familjen hoppflugor. Inga underarter finns listade i Catalogue of Life.